# Thor Solberg
Pour les articles homonymes, voir Solberg.
Thor Simonsen  Solberg, né le 28 mars 1893 à Florø et mort le 26 février 1967 à Branchburg (New Jersey), est un aviateur norvégien.
Il a effectué le premier vol réussi des États-Unis vers la Norvège en 1935, et est le fondateur de l'aéroport Solberg-Hunterdon dans le New Jersey aux États-Unis.

## Biographie
Thor Simonsen Solberg est né dans la ferme familiale (Solberg på Årebrot) à Florø dans le Sogn og Fjordane, en Norvège,. Il a dix frères et sœurs, dont Halfdan et Lars Solberg,. Il s'intéresse aux moteurs et à l'aviation dès son plus jeune âge et pratique la motocyclette,. Il participe à des événements de vitesse motocycliste au cours de ses premières années et roule d'Oslo à Paris en 48 heures en 1923.
Il reçoit sa formation de pilote en Allemagne dans les années qui ont suivi la Première Guerre mondiale. Il obtient une licence de pilote en 1919 et devient l'un des pionniers de l'aviation norvégienne.
Solberg, inspiré par des aviateurs tels que Charles Lindbergh, est la première personne à voler en solo de la Norvège aux États-Unis, recevant l'aide et les conseils de Roald Amundsen,,.
Il vit aux États-Unis entre 1925 et 1928. À son arrivée aux États-Unis, il occupe divers emplois, notamment celui de propriétaire d'un studio d'art et d'un magasin d'encadrement à Brooklyn, tout en planifiant ses prochains vols,. Il survole une grande partie des États-Unis dans son Bellanca CH-200 Pacemaker (en).
En préparation de son vol vers la Norvège, il pratique le vol à l'aveugle, étudie son itinéraire et crée ses propres cartes. Il reçoit le soutien financier et technique de deux de ses frères, de Bernt Balchen, et de plusieurs autres personnes.
Après avoir réussi à convaincre Enna Jettick Shoe Company de financer son vol, il fait sa première tentative des États-Unis vers la Norvège avec Carl Petersen dans un Bellanca K, nommé Enna Jettick (l'ancien Roma d'un vol raté des États-Unis vers l'Italie), le 23 août 1932, mais cette tentative échoue. Ils rencontrent du brouillard et de la neige près de Terre-Neuve et ont été contraints de s'écraser. Peu de temps après, ils ont été secourus par des bateaux de pêche à proximité.
Le 18 juillet 1935, Solberg fait une deuxième tentative avec un autre avion, un monomoteur amphibie Loening C-2-C Air Yacht (en) qu'il nomme Liev Eiriksson. Sur ce vol, Paul C. Oscanyan, qui a travaillé pour Eastern Airlines, est opérateur radio. Il fait le voyage dans un avion monomoteur à cockpit ouvert et sans instruments d'atterrissage. Pour cette raison, il est limité à une altitude de 300 à 3 050 m. Solberg et Oscanyan partent de Floyd Bennett Field et font quatre escales entre les États-Unis et la Norvège avant d'atterrir en Norvège le 16 août 1935 après avoir traversé le Labrador, le Groenland, l'Islande, les îles Féroé et Bergen,,. Le parcours de Solberg suit à peu près le chemin emprunté par Leif Erikson. À son arrivée en Norvège, le roi de Norvège Haakon VII lui attribue une médaille d'or.
En 1939, Solberg fonde l'aéroport Solberg-Hunterdon dans le centre du New Jersey. En 1941, il reçoit la permission de Readington Township d'exploiter un aéroport commercial. L'aéroport a également été utilisé comme centre de formation pendant la Seconde Guerre mondiale, durant laquelle Solberg forme environ 5 000 aviateurs. L'aéroport de Solberg a également été utilisé pour former les pilotes de Pan American World Airways.
Fait chevalier de l'ordre de Saint-Olav, il est également un membre notable de la Norsemen Lodge, une organisation composée de personnes de naissance ou d'origine norvégienne. De plus, il est nommé membre à vie de The Explorers Club.
Il meurt à Branchburg dans le New Jersey à l'âge de 73 ans et est enterré au cimetière de Florø.

## Hommages
- Le Loening C-2-C Air Yacht piloté par Thor Solberg en 1935 est exposé au Musée norvégien des sciences et de la technologie à Oslo.
- Une statue de Solberg a été érigée à l'aéroport de Florø en 1985 pour commémorer le 50e anniversaire de son vol[13].